# Diego del Carpio
Diego del Carpio és un municipi de la província d'Àvila, a la comunitat autònoma de Castella i Lleó.